# Ваприо-д’Адда
Ваприо-д’Адда (итал. Vaprio d'Adda) — коммуна в Италии, в провинции Милан области Ломбардия.
Население составляет 7039 человек (2008 г.), плотность населения составляет 1006 чел./км². Занимает площадь 7 км². Почтовый индекс — 20069. Телефонный код — 02. 
Покровителями коммуны почитаются святые апостолы Пётр и Павел, празднование 29 июня.
Над водами реки Адда высится главная достопримечательность поселения — вилла Мельци (XV—XVI вв.).

## Демография
Динамика населения:

## Администрация коммуны
- Официальный сайт: http://www.comune.vapriodadda.mi.it/